# Siddeley-Deasy Puma

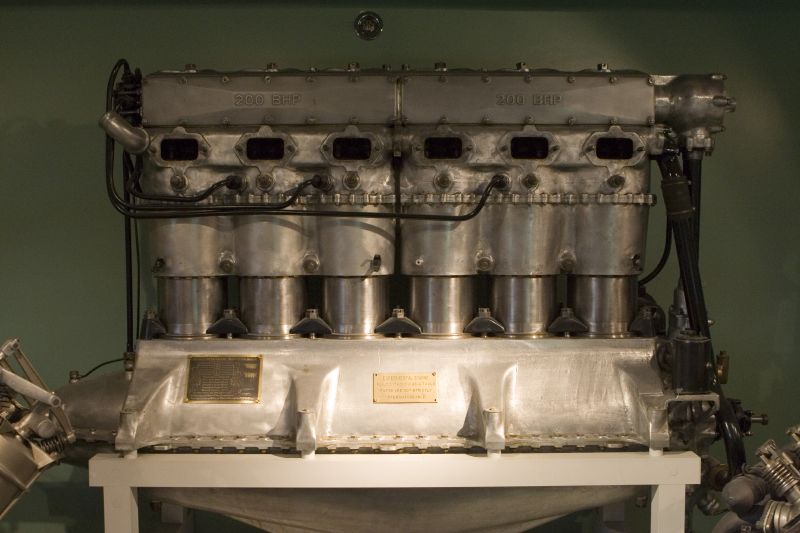
Motor Siddeley-Deasy Puma v Kanadském leteckém muzeu v roce 2006

Siddeley-Deasy Puma byl letecký motor vzniklý dalším vývojem 230 hp motoru Galloway Adriatic u firmy Siddeley-Deasy Co. Ltd. sídlící v anglickém městě Coventry; výroba motoru byla zahájena v roce 1918 a byla ukončena po dodání 4288 kusů (zakázka na stavbu celkem 11 500 motorů byla po ukončení války zkrácena).

## Technická data
- Typ: čtyřdobý zážehový vodou chlazený řadový (stojatý) šestiválec
- Vrtání válce: 145 mm
- Zdvih pístu: 190 mm
- Celková plocha pístů: 990 cm²
- Zdvihový objem motoru: 18 825 cm³
- Kompresní poměr: 4,95
- Délka motoru: 1775 mm
- Šířka motoru: 610 mm
- Výška motoru: 1107 mm
- Rozvod: OHC
- Mazání: tlakové
- Zapalování: zdvojené, magnety
- Hmotnost suchého motoru (tj. bez provozních náplní): 292,6 kg

- Výkony:
  - vzletový: 250 hp (186 kW) při 1400 ot/min
  - maximální: 265 hp (198 kW) při 1500 ot/min